# 채제공 관련 고문서 일괄
채제공 관련 고문서 일괄(蔡濟恭 關聯 古文書 一括)은 경기도 수원시 팔달구, 수원화성박물관에 있는 고문서 48종 64점이다. 2018년 9월 11일 경기도의 유형문화재로 지정 예고를 거쳐, 2018년 12월 19일 경기도의 유형문화재 제347호로 지정되었다.

## 지정 사유
채제공에게 보낸 정조 어찰을 비롯하여 매우 드물게 현전하는 공문서로서 당시의 역사와 사회 및 문화를 이해의 중요 자료로서 문화재적 가치가 매우 높다.
특히 고문서 중 채제공이 수원유수로 활동하는 동안 받은 장용외영 관련 및 수원 관련 유물의 경우 경기도문화재로서 가치가 매우 높다.

## 같이 보기
- 채제공

## 참고 문헌
- 채제공 관련 고문서 일괄 - 국가유산청 국가유산포털